# Eastwood (Nottinghamshire)
Pour les articles homonymes, voir Eastwood.
Eastwood est une ancienne ville minière située dans le district de Broxtowe, dans le Nottinghamshire, en Angleterre. Sa population était de plus de 18 000 habitants en 2008. Elle se situe à 13 km au nord-ouest de Nottingham et à 16 km au nord-est de Derby, à la frontière entre le Nottinghamshire et le Derbyshire. Mentionnée dans le Domesday Book, elle connaît une rapide expansion durant la Révolution industrielle. La société Midland Railway y est fondée. D. H. Lawrence est également natif de la ville. Eastwood est un des quelques endroits dans lequel les habitants parlent largement le dialecte distinctif des Midlands de l'Est, dans lequel le nom de la ville se prononce /ˈeɪswʊd/.